# Tetragonochora abdominalis
Tetragonochora abdominalis là một loài tò vò trong họ Ichneumonidae.